# Klainedoxa
Genre
Klainedoxa est un genre d'arbres africains de la famille des Irvingiaceae.

## Liste des espèces
Selon GBIF (30 août 2024) :
- Klainedoxa gabonensis Pierre
- Klainedoxa gabonensis Pierre ex Engl.
- Klainedoxa trillesii Pierre ex Tiegh.

## Systématique
Le nom correct complet (avec auteur) de ce taxon est Klainedoxa Pierre ex Engl..
Klainedoxa a pour synonyme :
- Condgiea Baill. ex Tiegh.